# Phytobia powelli
Phytobia powelli är en tvåvingeart som beskrevs av Spencer 1981. Phytobia powelli ingår i släktet Phytobia och familjen minerarflugor.
Artens utbredningsområde är Kalifornien. Inga underarter finns listade i Catalogue of Life.